# Silvana Koch-Mehrin
Silvana Koch-Mehrin (née le 17 novembre 1970 à Wuppertal) est une femme politique allemande et est vice-présidente du Parlement européen. De 2004 à 2014, elle est membre de Alliance des démocrates et des libéraux pour l'Europe.
Elle est aussi chef de la délégation du FDP (parti libéral allemand) au Parlement européen,,,,.

## Biographie
Étudiante à l'Université de Heidelberg, elle y obtient un doctorat de philosophie en 2000. Il est révélé en 2011 qu'elle a plagié au moins 25 % de sa thèse de doctorat.